# 山中成高
山中 成高（やまなか しげたか）は、日本のサクソフォーン奏者。別名SHIGE★MAN。

## 来歴・人物
東京学芸大学在学中、軽音楽部（通称JAZZ研）にてアルト・サクソフォーンを担当する。 卒業後はJ-POPやソウルミュージックのホーンセクションを中心に活動しており桑野信義のバンドを経て、主にダンス☆マンのホーンセクションとしてモーニング娘。など数々のJ-POP作品に参加。その他数々のイベントやアーティストのツアー曲等のホーンセクションを担当している。

## 参加作品

### シングル表題曲
- ダンス☆マン
  - 『ダンス部部長南原』（1998）
  - 『恋と愛の天国』（2000）
  - 『LA★BOOO』（2001）
  - 『アフロ軍曹』（2004）[1]
- モーニング娘。
  - 『ハッピーサマーウエディング』（2000）
  - 『ザ☆ピ〜ス!』（2001）
- 郷ひろみ with HYPER GO号 『なかったコトにして』（2000）[2]
- HYPER GO号2 『Paradise a go go』（2000）
- 郷ひろみ 『ワキワキマイフレンド』（2001）
- 安西ひろこ 『Andersen』（2001）
- ダンディ坂野 『ゲッツだぜ!』（2003）
- RUN&GUN 『BELIEVE』（2004）
- 音楽ガッタス 『やったろうぜ!』（2007）
- 鴨女ジャージ部 『ジャージ部魂!』（2012）[3]
- 虹のコンキスタドール
  - 『↓エイリアンガール・イン・ニューヨーク↑』（2016）
  - 『✝ノーライフベイビー・オブ・ジ・エンド✝』（2017）
- Juice=Juice 『KEEP ON 上昇志向!!』（2016）

### アルバム曲またはカップリング曲
以下は収録されたアルバム等のタイトルのみ記載。
- ダンス☆マン
  - 『MIRRORBALLISM 2 -New Generetion Dance Classics』（1999）
  - 『MIRRORBALLISM 3 -New Generetion Dance Classics』（2000）
  - 『JAZZ SOUL FUNK』（2001）
  - 『MIRRORBALLISM 4-New Generetion Dance Classics』（2002）
  - 『FUNKCOVERLIC』（2004）
  - 『RETURNS』（2007）
- モーニング娘。
  - 『3rd -LOVEパラダイス-』（2000）
  - 『4th「いきまっしょい!」』（2002）
  - 『ベスト! モーニング娘。2』（2004）
- ステップス 『STOMP』（2001、日本版）
- PaniCrew 『Welcome 2 da Dancefilia』（2002）
- クイヌパナ 『Change The World』（2003）
- 相川七瀬 『ID：2』（2003）
- KinKi Kids 『G album -24/7-』（2003）
- 椎名純平『SOUL TREE〜a musical tribute to toshinobu kubota〜』（2004）
- Kuwaman(桑野信義) with Three Bicrees 『恋のモーレツラッパ吹き♪』（2004）
- 及川光博 『FUNKASIA☆』（2007）
- ドリームモーニング娘。 『ドリムス。①』（2011）
- 中島愛 『Be With You』（2012）
- タッキー&翼 『Two Tops Treasure』（2014）
- 鈴木みのり 『見る前に飛べ!』（2018）

## ホーンズマン・ブラザーズ
川松久芳が主宰するホーンセクション、HORNS MAN BROTHERS。桑野信義バンドのホーンセクションとして結成・桑野により命名され上記の作品の多くに、ほぼ同じメンバーで収録。

### メンバー
- KUWA★MAN （桑野信義） (trumpet & flugelhorn)
- TETSU★MAN （田中哲也） (trumpet & flugelhorn)
- KAWA★MAN （川松久芳） (trombone & horn arrangement)
- SHIGE★MAN （山中成高） (alto & tenor sax)

### サポートメンバー
- KOIDE★MAN（小出義嗣） (trumpet & flugelhorn)
- NAGASHI★MAN（長島一樹） (baritone sax)